# Daysciaena albida
Daysciaena albida es una especie de pez de la familia Sciaenidae en el orden de los Perciformes.

## Morfología
• Los machos pueden llegar alcanzar los 90 cm de longitud total.

## Hábitat
Es un pez de clima tropical y bentopelágico.

## Distribución geográfica
Se encuentra en el Índico: la India, Sri Lanka y el Pakistán.

## Observaciones
Es inofensivo para los humanos.

## Uso comercial
Es importante como alimento para los humanos a nivel local.